# Escola de Budapest
L'escola de Budapest va ser un corrent del marxisme hongarès que es va desenvolupar al voltant de Georg Lukács a la dècada de 1960. L'escola estava fortament influenciada per Lukács, però no es pot reduir a la seva influència. Es va crear en el context històric dels processos de desestalinització de la URSS i els països de l'Europa de l'Est. Els seus principals representants són Ágnes Heller, Ferenc Fehér, György Márkus, István Mészáros, Mihály Vajda i Maria Márkus. A grans trets, també s'hi poden incloure Miklós Almási i István Hermann.

## Història
La Revolució hongaresa de 1956 va ser un dels esdeveniments polítics més importants de la vida d'Ágnes Heller, ja que en aquest moment va veure l'efecte de les llibertats acadèmiques de la teoria crítica marxista com perilloses per a tota l'estructura política i social d'Hongria. La revolta va confirmar les idees de Heller que el que Karl Marx realment pretenia és que les persones tinguessin autonomia política i determinació col·lectiva de la vida social.
Lukács, Heller i altres teòrics marxistes van sorgir de la Revolució amb la creença que el marxisme i el socialisme calia aplicar-los a diferents nacions de manera diferenciada, qüestionant el paper de la Unió Soviètica en el futur d'Hongria. Aquestes idees van posar Heller en una perspectiva de col·lisió ideològica amb el nou govern de János Kádár amb el suport de Moscou. Heller va ser expulsada de nou del Partit Comunista i va ser destituïda de la Universitat el 1958 per negar-se a acusar Lukács com a col·laborador en la Revolució. No va poder reprendre les seves investigacions fins al 1963, quan va ser convidada a unir-se a l'Institut Sociològic de l'Acadèmia d'Hongria com a investigadora.
A partir del 1963 es pot observar l'aparició del que després s'anomenaria Escola de Budapest, un fòrum filosòfic format per Lukács per promoure la renovació de la crítica marxista davant del socialisme realment existent. Altres participants a l'Escola de Budapest van ser juntament amb Heller i el seu segon marit Ferenc Fehér, György Márkus, Mihály Vajda i alguns altres estudiosos amb connexions menors amb l'escola (com András Hegedüs, István Eörsi, János Kis i György Bence). L'escola va emfasitzar la idea del renaixement del marxisme, descrita per l'estudiós de la filosofia radical Simon Tormey com "una floració del potencial crític, opositiu, que creien que estava dins del marxisme i en particular dins del "marxisme primerenc ... el marxisme de l'individu "rics en necessitats", de solidaritat i autogovernament ... esperaven precipitar una crisi en aquells sistemes que temporalment s'autoanomenaven "socialistes". "
L'escola era considerada una oposició al règim de Kádár i estava relacionada amb l'oposició democràtica a la dictadura. Els seus membres van ser observats, assetjats i finalment expulsats del partit i dels seus llocs de treball, diversos dels seus antics membres van ser forçats a l'exili a l'estranger, com Heller i István Mészáros o György Krassó.

## Aportacions
L'Escola de Budapest va realitzar investigacions sobre l'economia política tant de la Unió Soviètica com del capitalisme occidental. L'escola va acceptar moltes de les crítiques a la planificació i la ineficiència soviètiques de l'economia neoclàssica, així com la connexió entre mercats i llibertat. El sistema soviètic va ser condemnat com a dictadura de les necessitats. L'escola també va analitzar les economies mixtes del capitalisme modern. La major part de l'economia tradicional marxista fou qüestionada. Suècia i el model nòrdic es va valorar com a model de l'economia mixta i el capitalisme gestionat. L'escola defensava la democràcia radical com a solució als trets autoritaris i antidemocràtics de l'economia mixta.
El seu treball abasta un gran nombre de temes. Així, l'obra d'Ágnes Heller se centra en la història de la filosofia (Aristòtil, la filosofia del Renaixement), en la “vida quotidiana”, o fins i tot en la teoria de les necessitats de Marx. Des del 1990, Heller es va interessar més pels temes d'estètica, amb obres com The Concept of The Beautiful (1998), Time Is Out of Joint (2002) i Immortal Comedy (2005). Les obres de György Márkus s'interessen per l'ontologia marxista i l'antropologia (Marx i el concepte d'essència humana), però també per l'estructura de la percepció. Mihály Vajda s'enfrontà a Husserl i la fenomenologia. Ferenc Feher, per la seva banda, amplià els treballs de Lukács sobre estètica i literatura.
Posteriorment, alguns dels integrants del grup van arribar a criticar la concepció lukacsiana del marxisme i van evolucionar cap a una forma de postmarxisme, i d'altres a abandonar el marxisme.
Ágnes Heller va comentar sobre l'escola:
| « | L'escola de Budapest era més que un cercle d'amics. Era un cercle filosòfic agrupat al voltant de Lukács: ens vam llegir les obres, vam fer amistats personals. Vaig passar entre 10 i 14 anys de la meva vida en aquest cercle. Però havia d'acabar, perquè cada escola té el seu temps de durada. | » |